# Skerpikjøt

El skerpikjøt [ˈskɛrpɪt͡ʃøːt] és un menjar tradicional de la gastronomia de les Illes Fèroe. Es tracta de carn adobada de xai, la qual ha estat penjada durant 5-9 mesos perquè s'assequés al vent. El clima fred de l'illa i l'aire salat confereixen un sabor especialment picant a la carn, fent-la incomparable amb les carns curades similars.

Procés d'assecat.

La carn s'adoba al hjallur (uns espais que deixen corre el vent). El procés de curació crea una capa de floridura blau-verda a la superfície, donant a la carn una olor potent i un sabor fermentat. L'olor molt forta del skerpikjøt pot molestar els que no hi estiguin acostumats. El procés de curat es divideix en tres fases, les quals tenen un impacte en el gust, la consistència i l'olor de la carn acabada. El clima influeix molt en el resultat final del curat, per tant hi pot haver variacions de gust d'un any a un altre. Un problema important del procés és la infestació per mosques. Per aquest motiu, els assecadors solen col·locar-se al costat dels rierols o del mar per tal de disminuir la presència de mosques.
Un cop el producte acabat, es talla a rodanxes fines i s'utilitza sovint com a guarnició del pa de sègol, de la mateixa manera que altres tipus de pernil curat. La carn també es pot menjar amb patates bullides, calentes o fredes.